# نبرد موندووی
نبرد موندووی در ۲۱ آوریل ۱۷۹۶ بین ارتش فرانسوی ناپلئون بناپارت و ارتش پادشاهی ساردینیا به رهبری میکل آنژ الساندرو کولی-مارچی درگرفت. پیروزی فرانسه به این معنی بود که آنها کوه‌های آلپ لیگوریا را پشت‌سر خود قرار داده بودند، درحالی که دشت‌هایپیه‌مونته در مقابل آنها قرار داشت. یک هفته بعد، پادشاه ویکتور آمادیوس سوم برای صلح شکایت کرد و پادشاهی خود را از ائتلاف نخست خارج کرد. شکست متحد ساردینی آنها استراتژی پادشاهی هابسبورگ اتریش را ویران کرد و منجر به از دست دادن شمال غربی ایتالیا به جمهوری نخست فرانسه شد.

## لشکرکشی

### عملیات‌ها
این آخرین نبرد از لشکرکشی مونتنوته بود که در آن ارتش ایتالیای بناپارت بین ارتش ۲۱٬۰۰۰ نفری اتریش-ساردینی سپهبد کولی و ارتش اتریشی ۲۸٬۰۰۰ نفری ژنرال یوهان بولیو قرار گرفت. در نبردهای اولیه، بناپارت ارتش بولیو را در هم کوبید و آنها را به‌سمت شمال شرقی راند. سپس ژنرال فرانسوی حمله اصلی خود را به‌سمت غرب علیه پیه‌مونت‌ها معطوف کرد. کولی مجموعه ای از اقدامات گارد عقب را به خوبی انجام داد، ازجمله نبرد میلزیمو در ۱۳ آوریل و نبرد چوا در ۱۶ آوریل. بااین‌وجود، بناپارت ارتش ساردین را بی‌امان به‌سمت غرب به‌سمت قلعه کونئو و دشت‌های پیه‌مونت راند. در ۱۸ آوریل، کولی به یک محل مستحکم در پشت رودخانه کورساگلیا عقب‌نشینی کرد.

### جغرافیا
کورساگلیا در جهت شمال شرقی حرکت جاری است تا زمانی که به رودخانه تانارو در شمال غربی در نزدیکی شهر لزنیو می‌ریزد. در ماه آوریل، نهرها در اثر ذوب برف و باران متورم شدند که آنها را به‌طور کلی غیرقابل کنترل می‌کند. در کرانه غربی تپه‌هایی قرار دارند که بر گذرگاه‌های رودخانه تسلط دارند. این ارتفاعات عبارتند از مدونا دلا کاست (Madonna della Cassette) در شمال، لا بیکوکا (La Bicocca) در مرکز، و بوان جزو (Buon Gesù) در جنوب در نزدیکی شهر سان میکله موندووی. رودخانه الرو و شهر موندووی در ۵ کیلومتری غرب کورساگلیا قرار دارند.

### سان میکله موندووی

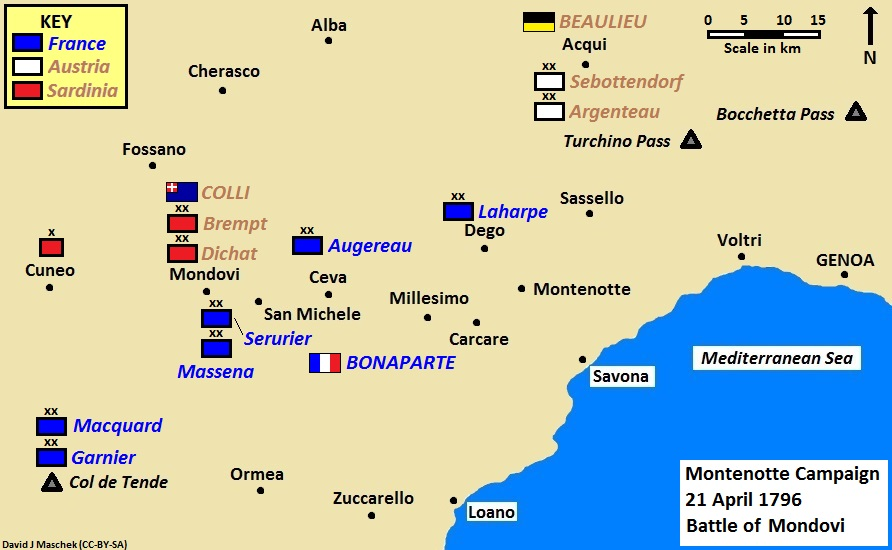
لشکرکشی مونتنوته، ۲۱ آوریل ۱۷۹۶

کولی ژنرال ژان گاسپار دیچات د توزینژ را با ۸٬۰۰۰ سرباز و ۱۵ توپ برای تصدی این سمت منصوب کرد. بناپارت قصد داشت لشکر ژان-متیو-فیلیبرت سروریر در یک حمله رودررو علیه سان میکله بفرستد، درحالی که لشکر پی‌یر آگریو از رود تانارو عبور کرد تا در سمت شمال از کنار حمله کند. لشکر آندره ماسنا در کوه‌های شمال چوا منتظر بود و همچنین تهدیدی برای قطع ارتباط کولی از تورین به سمت شمال غربی حساب می‌آمد. به هنری کریستین میشل دی استنگل نیز دستور داده شد تا سواره‌نظام‌ها را برای حمایت از سروریر حرکت دهد. همچنین لشکر آمیده امانوئل فرانسوا لاهارپ، اتریشی‌هایی را که در آکوئی‌ترمی دوباره جمع می‌شدند را نظارت می‌کرد.
افراد پی‌یر آگریو موفق نشدند از رودخانه عبور کنند چراکه ارتفاع آب زیاد بود و پنج توپ مقابل آنها قرار داشت. پیه‌مونت‌ها حمله صبح سروریر به پل سان میکله را با شکست دفع کردند. بعداً، برخی از جنگجویان سرتیپ ژان ژوزف گیو، یک پل عابرپیاده بدون محافظ را در جنوب و در نزدیکی دهکده توره موندووی پیدا کردند. به‌زودی افراد گیو با قدرت عبور کردند و شروع به چرخاندن جناح راست ساردین کردند. مدافعان سان میکله از پشت درهم شکستند و به نیروهای پاسکال آنتوان فیورلا اجازه دادند تا از پل عبور کرده و شهر را اشغال کنند. در این سردرگمی، کولی تقریباً داشت اسیر می‌شد و دیچات دستگیر شد، اما با رشوه دادن به اسیرکننده‌اش فرار کرد.
سربازان فرانسوی گرسنه، کم‌حقوق و بی‌انضباط بلافاصله به شهر هجوم برده و غذاها را دزدیدند و خانه‌ها را غارت کردند. گروهی از بمب‌زنان سوئیسی در ساردینیا با توجه به اینکه فرانسوی‌ها از کنترل خارج شده بودند، بخشی از شهر را پس گرفتند. کولی یک ضدحمله بزرگ را در اوایل بعدازظهر ترتیب داد که لشکر سروریر را از سان میکله بیرون راند، اگرچه گیو موفق شد پل کوچک خود را حفظ کند. یکی از منابع تخمین می‌زند که فرانسوی‌ها حدود ۶۰۰ نفر تلفات متحمل شدند درحالی که پیه‌مونت‌ها ۳۰۰ نفر تلفات دادند
در بیستم، بناپارت، لشکر ماسنا را درحالی که سایر سربازان استراحت می‌کردند، به جلو آورد. در شمال شرقی، بولیو هنوز در انجام یک تلاش بزرگ برای کمک به متحد خود تردید داشت. در شب ۲۰ آوریل، کولی ارتش خود را از کورساگلیا خارج کرد و قصد داشت تا به پشت رودخانه الرو در موندووی عقب برود. پس‌از تخریب پل‌ها و روشن گذاشتن آتش، سربازان کولی در طول غروب دور شدند. در نیمه‌شب، بناپارت متوجه شد که دشمنش با استفاده از یک معبر کشف شده توسط برخی از دیده‌بان‌ها، عقب‌نشینی کرده و به تعقیب سریع پرداخته است.

## نبرد
صبح روز بعد، همزمان با پیشروی سروریر، او و لشکرش به محافظان پشتی ساردین در ارتفاعات بوان جزو برخورد کرد و آنها را به‌سمت شهر ویکوفورته عقب راند. سروریر سربازان وظیفه خود را در سه ستون قدرتمند تشکیل داد و آنها را با سربازان باتجربه‌تر خود به‌ترتیب درگیری پوشاند. سپس، با قرار دادن خود در رأس ستون مرکزی و با پیروی لشکر ماسانا حملاتی را علیه ساردینی‌ها رهبری کرد.
سرعت حمله فرانسه به کولی اجازه نمی‌داد تا نیروهایش را به‌درستی مستقر کند و همچنین هیچ دفاع آماده‌ای از قبل وجود نداشت. تعدادی از واحدهای ساردینی ترسیده و فرار کردند و موجب ایجاد شکاف‌هایی در خط دفاعی شدند. تیپ‌های فیورلا و گیو، با حمایت تیپ ماسنا به رهبری الزار آگوست کوزین د دوممارتین، در ویکوفورته جمع شده و آن را تصرف کردند. ساردینی‌ها در لا بیکوکا تا زمان کشته شدن دیچات، سخت مقاومت کردند و سپس به‌صورت آشفته عقب‌نشینی کردند. استنگل، فرمانده سواره‌نظام بناپارت، ۲۰۰ سواره‌نظام را ازطریق رود الرو برد، اما سرهنگ شافردون با ۱۲۵ سوار ساردینی ضدحمله‌ای ترتیب داد و فرانسوی‌ها را عقب راند. استنگل در این غوغا به‌شدت مجروح شد.
هنگامی که فرانسوی‌ها به موندووی رسیدند، فرماندار توانست آنها را برای مدتی با مذاکره متوقف کند، اما حدود ساعت ۶ بعدازظهر و پس‌از شلیک گلوله شهر را تسلیم کرد. بناپارت مقامات شهرداری را مجبور کرد که کمک‌های زیادی ازجمله غذا برای سربازان گرسنه خود فراهم کنند، بنابراین شهر غارت نشد.

## نتایج
به گفته گانتر ای. روتنبرگ، مورخ، نیروهای بناپارت ۶۰۰ کشته و زخمی از ۱۷٬۵۰۰ نفر نیرو را متحمل شدند. پیه‌مونت‌ها نیز ۸ توپ جنگی از دست داده و ۱٬۶۰۰ نفر از ۱۳٬۰۰۰ نفر نیروی خود کشته، زخمی و اسیر شدند. دیگبی اسمیت، نیروهای فرانسوی را ۱۵٬۰۰۰ نفر و نیروهای ساردینی‌ها را ۱۱٬۰۰۰ بیان می‌کند، اما درمورد تلفات اطلاعاتی نمی‌دهد. منبع سوم مجموع تلفات فرانسوی‌ها را ۱٬۰۰۰ نفر در مقابل ۸۰۰ کشته و زخمی پیه‌مونت‌ها به‌اضافهٔ ۸۰۰ تا ۱٬۵۰۰ اسیر بیان می‌کند. بناپارت دستور تعقیب شدید ساردینی‌های شکست خورده را صادر کرد. در غروب ۲۳ آوریل، کولی درخواست آتش‌بس کرد، اما ژنرال فرانسوی به نیروهای خود دستور داد به پیشروی خود ادامه دهند. بناپارت از ساردینیا خواست که قلعه‌های کونئو، سیوا یا الساندریا یا تورتونا را به‌عنوان بهای صلح تحویل دهد. در ۲۸ آوریل، دولت ساردینیا سرانجام آتش‌بس چراسکو را امضا کرد، که در واقع پادشاهی ساردینیا را از ائتلاف نخست حذف کرد. اقدام بعدی، نبرد فومبیو در اوایل ماه مه بود.

## یادکردها
1. ↑  Chandler, Dictionary, p 283. Sources differ at on the date. Smith and Rothenberg say 22 April. Fiebeger says 20 April.
2. 1 2 3 4  Rothenberg, p 248
3. ↑  Chandler, Dictionary, p 283. Sources differ on the date. Smith and Rothenberg say 22 April. Fiebeger says 20 April.
4. ↑  Boycott-Brown, p 265
5. ↑  Boycott-Brown, p 265
6. ↑  Boycott-Brown, pp 265-266
7. ↑  Boycott-Brown, pp 266-267
8. ↑  Boycott-Brown, pp 267-268
9. ↑  Boycott-Brown, p 270
10. ↑  Rooney-Chandler, p 452
11. ↑  Boycott-Brown, p 271
12. ↑  Boycott-Brown, p 272
13. ↑  Smith, p 113
14. ↑  Rickard, Battle of Mondovi
15. ↑  Chandler, Campaigns, p 75